# Szczelina w Mnichowych Turniach I
Szczelina w Mnichowych Turniach I – jaskinia, a właściwie schronisko, w Dolinie Małej Łąki w Tatrach Zachodnich. Ma dwa otwory wejściowe znajdujące się w zachodnim zboczu Mnichowych Turni, w Mnichowej Galerii, na wysokościach 1593 i 1596 metrów n.p.m. Długość jaskini wynosi 8 metrów, a jej deniwelacja 6,5 metrów.

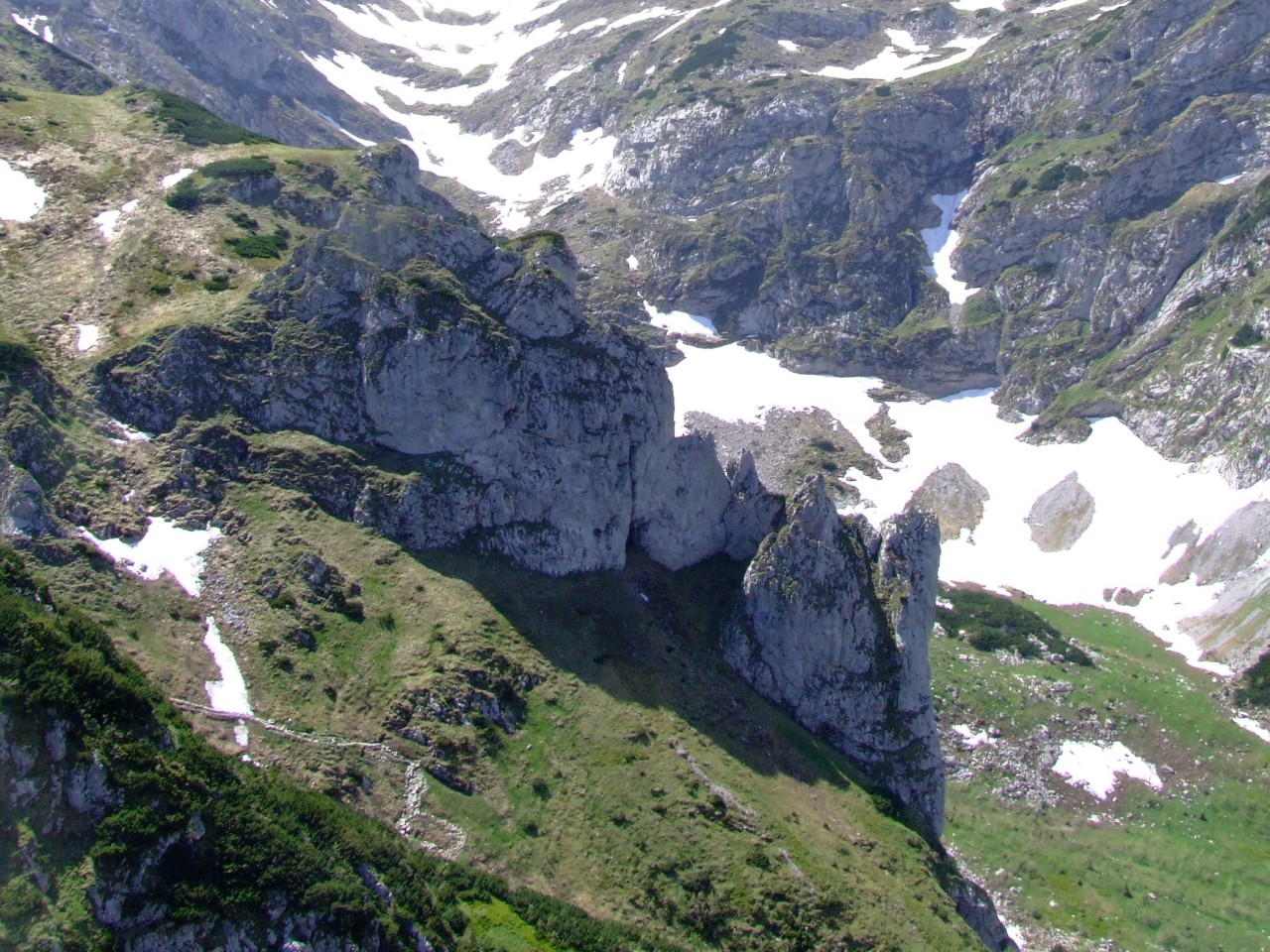
Mnichowe Turnie. Na lewo u góry Mnichowa Galeria

## Opis jaskini
Jaskinię tworzy korytarz zaczynający się w dolnym, wysokim otworze szczelinowym, a kończący niewielkim kominkiem z zawaliskiem. Przed kominkiem odchodzi od niego w bok krótki, szczelinowy korytarzyk prowadzący do małego otworu górnego. Oba otwory znajdują się blisko siebie.

## Przyroda
W jaskini brak jest nacieków. Ściany są wilgotne, rosną na nich porosty, glony i mchy. 

## Historia odkryć
Brak jest danych o odkrywcach jaskini. Jej pierwszy plan i opis sporządziła I. Luty przy pomocy Ł. Małachowskiego w 1979 roku.